# Ercole Vaccari
Ercole Vaccari (Ravarino, 1550 – Rossano (Corigliano-Rossano), 27 luglio 1624) è stato un vescovo italiana, vescovo di Arcidiocesi di Rossano-Cariati dal 18 febbraio 1619 al 27 luglio 1624.

## Biografia
Di lui si conosce soltanto che nacque a Ravarino nel 1550 e compì i suoi studi a Bologna. Fu poi arciprete della Pieve di San Michele di Nonantola. Nel 1595 venne nominato Vicario generale dell’Abbazia e, nel 1597, nominato Vicario generale per l’arcidiocesi di Bologna, poi mandato a Napoli e di lì a Roma. Infine, nel 1619, Urbano VIII lo nominò vescovo di Rossano Calabro. Sembra che venne nominato cardinale, ma morì recandosi a Roma prima di ricevere la porpora nel 1624. È sepolto nella cattedrale di Maria Santissima Achiropita di Rossano (Corigliano-Rossano).
Nella chiesa di San Rocco Nuovo in Ravarino, c’è un’epigrafe che lo ricorda.

## Genealogia episcopale
La genealogia episcopale è:
- Cardinale Guillaume d'Estouteville, O.S.B.Clun.
- Papa Sisto IV
- Papa Giulio II
- Cardinale Raffaele Sansone Riario
- Papa Leone X
- Papa Paolo III
- Cardinale Francesco Pisani
- Cardinale Alfonso Gesualdo di Conza
- Papa Clemente VIII
- Cardinale Pietro Aldobrandini

Vescovo Ercole Vaccari